# 竹下鹿丸
竹下 鹿丸（たけした しかまる、1977年（昭和52年）12月16日 - ）とは、栃木県芳賀郡益子町の益子焼の陶芸家である。
「窖窯」での薪による焼成での「焼き締め」の器を作陶している。

## 経歴
1977年（昭和52年）12月16日、栃木県益子町に生まれる。父は登山家であり益子町の陶芸家である竹下孝哉。「鹿丸」の名は父が付けた。学術調査で南米などを登山や探検をしていた父・孝哉が母と共に益子町に住み着き、陶芸を始めた。鹿丸は幼い頃から父・孝哉の背中を見て育ち、小学校3年生の頃から窯焚きで薪をくべるなどの父の作陶の手伝いをして自然と陶芸に慣れ親しんでいた。そして中学生になると、もともとデザインが好きで物を作ることも好きで、少し手先も器用だったので、ほぼ将来の方向も決まっていた。「焼き物」をやりたい、というよりも、父親やその周りの陶芸家たちの自由なライフスタイルが「いいな」と思ったからだった。
益子町立七井中学校を卒業後、栃木県立茂木高等学校を経て、美大へ進学するかどうか悩んだが、栃木県窯業指導所（現在の栃木県産業技術支援センター 窯業技術支援センター）に進み、修了後、初めの頃はガス窯を使って粉引などの器を作陶していたが、その内に「焼き締め」の作陶技法をやりたいと思うようになり、2000年（平成12年）に益子にあった父・孝哉が築いた登り窯を自分の手で「窖窯」に改良し窯を開いた。
2002年（平成14年）に行われた第4回益子陶芸展で審査員特別賞を受賞した。
信楽や丹波の土を益子の土に混ぜて用いたり、「芦沼石」を用いた益子焼の伝統的な釉薬である「柿釉」の新しい使い方を試みるなど、益子の陶土や釉薬にこだわらない自分独自の使い方を模索していたが、自分で掘ってきた「益子の原土」を用いた作陶に変わっていった。水簸をせずに大きい石だけを取り除いた土を練って轆轤で成形し、荒々しい作品を作陶するようになった。
ガスや電気の窯を使う陶芸家が増える中で「焼き物と言えば薪による焼成」。そして赤色の発色が特徴となる「南蛮焼き締め」にこだわり続けた。益子の土は高温で焼成し続けると土がへたり変形していまうので、5日間から一週間もの間、窯の中の温度を上げ過ぎないよう調節しながら父・孝哉と交代で薪で焼成を続け、薪による炎による焼成で発生した灰を用いた自然の釉薬を、窯に溜まった真っ赤に燃えた炭である「燠」を操る事で窯変を図り、その勢いを留めた生命感溢れる、良い意味で自分の想像を超える「焼き物」を作陶している。
2011年（平成23年）3月11日に発生した東日本大震災の時に窯が全壊した。この時に友人たちが様々な形で助けてくれながら窯を1年間掛けて修復した。
ところがその翌年の2012年（平成24年）5月の春の益子陶器市の最終日に発生した茂木町、益子町、真岡市の広域に渡って発生した大竜巻で、今度は自宅が全壊してしまった。そしてこの時には益子町の同業者のNPO団体である「MCAA」が動き、ボランティアとして23人もの人たちが集まりがれき撤去を手助けしてくれた。精神的にとても助けられた。更に友人たちの手助けにより自宅を修復。秋の益子陶器市前の9月には窯に火を入れることが出来るようになり、益子陶器市に出品することが出来た。
陶芸家は個人の仕事だと思っていた。けれども災害を通じて仲間たちとの繋がりが出来た。またボランティアの人たちの手助けも得た。
してもらったことは無かったことに出来ない。そう考え、2015年（平成27年）9月に茨城県常総市で発生した鬼怒川決壊による水害では、周りの人たちが驚くほどの行動力で支援物資となるタオルを友人の伝手で入手し、次々に被災地へと、インターネットで情報を得ることが出来ず、物資が行き渡っていない場所を探しながら送り込み、配り歩いた。
料理やお酒を楽しめる器を作ることをモットーとする。そのため一家言ある料理人たちからも人気が高い。そして自分でも酒を蒐集し、自分の手で料理をして肴も振る舞う。
「益子陶器市」では城内坂通り沿いで「鹿丸BAR」を出店し、各地の銘酒や肴を客と共に楽しんでいる。